# Dasypoda braccata
Dasypoda braccata là một loài ong trong họ Melittidae. Loài này được Eversmann miêu tả khoa học đầu tiên năm 1852.